# Boschplan

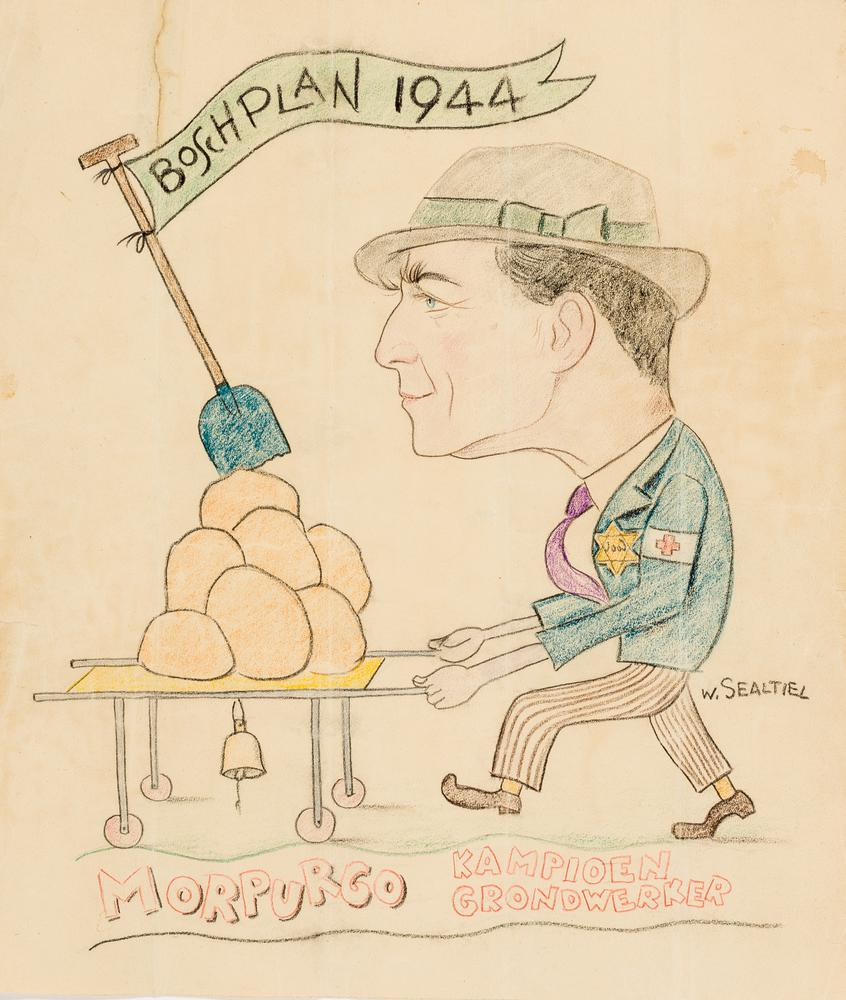
Joodse dwangarbeider 1944;
cartoon: Walter Sealtiel; collectie Joods Historisch Museum

Het Boschplan is het plan voor de aanleg van het Amsterdamse Bos dat vanaf de jaren dertig werd uitgevoerd. In 1928 besloot de gemeenteraad van Amsterdam tot de aanleg. Vier decennia na het begin van de aanlegwerkzaamheden in 1934 leidde het plan in 1970 uiteindelijk tot een compleet bos aan de rand van Amsterdam. De laatste bomen werden op 25 maart 1970 ter gelegenheid van de nationale boomplantdag geplant. Oudere Amsterdammers spraken nog lang over het 'Bosplan' als ze het over het inmiddels aangelegde bos hadden.

## Werkverschaffing
Omdat bij de start van de aanlegwerkzaamheden de economische crisis van de jaren dertig zich in volle omvang manifesteerde, werd de uitvoering van het Boschplan gebruikt als 'werkverschaffingsproject'. Hiermee kon de grote werkloosheid in Amsterdam worden verlicht. Werklozen werd de mogelijkheid geboden om te werken voor een - uiteraard laag - loon, ongeveer 20 gulden per week. Hiervoor moesten ze zes dagen per week werken, van maandag tot en met vrijdag 8½ uur en op zaterdag 5½ uur.

In 1934 was de planvorming van het bos afgerond en werd de uitvoering aangepakt. De werkzaamheden stonden onder leiding van de Nederlandse Heidemaatschappij. Niet alleen arbeiders maar ook kantoorpersoneel werd aan het werk gezet, ongeveer 1000 man per dag. In totaal hebben tussen 1934 en 1940 zo'n 20.000 mensen meegewerkt aan de aanleg van het bos.
In de eerste jaren na de oorlog werd nog steeds in werkverschaffingsverband gewerkt door zogenoemde DUW-arbeiders (Dienst Uitvoering Werken). Deze inzet eindigde in 1964, aannemers namen het werk met grote machines over. 

## Zie verder
- Amsterdamse Bos